# Belize aux Jeux olympiques d'été de 2012
Le Belize participe aux Jeux olympiques d'été de 2012 à Londres, au Royaume-Uni, du 27 juillet au 12 août de cette même année pour sa 11e fois à des Jeux d'été (voir une précision dans l'infobox ci-contre).

## Athlétisme
Les athlètes du Belize ont jusqu'ici atteint les minima de qualification dans les épreuves d'athlétisme suivantes (pour chaque épreuve, un pays peut engager trois athlètes à condition qu'ils aient réussi chacun les minima A de qualification, un seul athlète par nation est inscrit sur la liste de départ si seuls les minima B sont réussis), :
hommes
| Athlète         | Épreuve     | Série    | Série | Quart de finale | Quart de finale | Demi-finale | Demi-finale | Finale   | Finale |
| Athlète         | Épreuve     | Résultat | Rang  | Résultat        | Rang            | Résultat    | Rang        | Résultat | Rang   |
| --------------- | ----------- | -------- | ----- | --------------- | --------------- | ----------- | ----------- | -------- | ------ |
| Kenneth Medwood | 400 m haies | 49.78    | 23    | NC              | NC              | 49.87       | 17          | -        | -      |

Femmes
| Athlète        | Épreuve | Série    | Série | Quart de finale | Quart de finale | Demi-finale | Demi-finale | Finale   | Finale |
| Athlète        | Épreuve | Résultat | Rang  | Résultat        | Rang            | Résultat    | Rang        | Résultat | Rang   |
| -------------- | ------- | -------- | ----- | --------------- | --------------- | ----------- | ----------- | -------- | ------ |
| Kaina Martinez | 100 m   | 11.81    | 3     | 11.89           | 51              | -           | -           | -        | -      |

## Judo
Le Belize a un judoka invité.
| Athlète          | Épreuve               | 1/16 de finale      | 1/8 de finale                      | Quart de finale     | Demi-finale         | Repêchage 1         | Repêchage 2         | Finale              | Finale |    |
| Athlète          | Épreuve               | Adversaire Résultat | Adversaire Résultat                | Adversaire Résultat | Adversaire Résultat | Adversaire Résultat | Adversaire Résultat | Adversaire Résultat | Rang   |    |
| ---------------- | --------------------- | ------------------- | ---------------------------------- | ------------------- | ------------------- | ------------------- | ------------------- | ------------------- | ------ | -- |
| Eddermys Sanchez | Moins de 66 kg hommes | NC                  | Battu par M Ungvári (HUN)0000/1000 | NC                  | NC                  | NC                  | NC                  | NC                  | NC     | NC |